# Redel
En un barco, se llama redel a cada una de las cuadernas llamadas de lof que se sitúan en las cuadras y a partir de las cuales empiezan los delgados del buque tanto a popa como a proa. 
Según algunos diccionarios, antiguamente, se llamaba almogama u of y también recibía el nombre de rael.